# 糙籽栝楼
糙籽栝楼（学名：Trichosanthes rosthornii var. scabrella）为葫芦科栝楼属下的一个变种。